# 사재판소

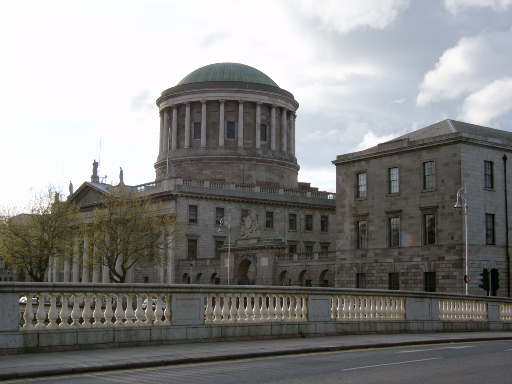

사재판소(아일랜드어: Na Ceithre Cúirteanna 너 에흐러 쿠르탄너, 영어: The Four Courts)는 아일랜드의 사법부 중앙건물으로, 더블린의 인스 선창에 위치한다. 최고재판소, 고등재판소, 순회재판소가 이 건물에 입주해 있다. 2010년 이전까지는 중앙형사재판소도 이 건물을 써서 이름 그대로 4개의 재판소가 입주해 있었다.